# Gastrotheca espeletia
Gastrotheca espeletia es una especie de anfibios de la familia Amphignathodontidae.
Habita en Colombia y Ecuador.
Su hábitat natural incluye montanos tropicales o subtropicales secos, zonas de arbustos a gran altitud, praderas tropicales o subtropicales a gran altitud, ríos, marismas de agua dulce y corrientes intermitentes de agua dulce.
Está amenazada de extinción por la pérdida de su hábitat natural.